# Renate Jansen
Renate Jansen (Abbenes, 7 dicembre 1990) è una calciatrice olandese, attaccante del PSV e della nazionale olandese.

## Carriera

### Club
Jansen si appassiona al calcio fin da giovanissima, iniziando a giocare nelle sezioni giovanili miste dell'SV Abbenes, club della sua città natale. Dopo brevi esperienze con VV Kagia e Ter Leede / HvA, nel 2008 si è trasferita all'ADO Den Haag venendo fin dalla perima stagione aggregata alla prima squadra che disputa l'Eredivisie, massimo livello del campionato olandese femminile di calcio. Da allora resta legata al club con sede all'Aia per sette stagioni, le ultime tre delle quali nella BeNe League il campionato congiunto belga-olandese, siglando non meno di 109 reti in 181 incontri di campionato e aiutando la sua squadra a ottenere il double campionato-Coppa nella stagione 2011-2012 e la Coppa dei Paesi Bassi nell'edizione 2012-2013. Grazie a questi risultati Jansen ha l'occasione di fare il suo debutto in UEFA Women's Champions League nell'edizione 2012-2013, scendendo in campo in entrambi gli incontri dei sedicesimi di finale con le campionesse di Russia del Rossijanka, segnando l'unica rete dell'ADO Den Haag nella sconfitta casalinga per 4-1 all'andata mentre la vittoria per 2-1 nel ritorno non è sufficiente per evitare alla sua squadra l'eliminazione dal torneo.
Il 19 aprile 2014 Jansen gioca la sua 150ª partita ufficiale con la maglia del club (131 in campionato, 16 in Coppa dei Paesi Bassi, 2 in Champions League e una in BeNe Super Cup) contro il Twente; dal suo debutto nell'ADO Den Haag, il 21 agosto 2008, ha saltato solo tre partite e ha segnato 87 gol (71 in campionato, 15 in coppa e 1 in Champions League).
Dopo la decisione da parte delle federazioni belga e olandese di sospendere la collaborazione nell'organizzare il campionato di BeNe League, Jansen si è trasferita alle rivali del Twente, vincendo con il club di Enschede il campionato 2015-2016, il primo dopo la ripresa dell'Eredivisie femminile. Come seconda classificata nell'ultima stagione di BeNe League 2014-2015, il Twente ha avuto accesso alla UEFA Women's Champions League 2015-2016 dal turno preliminare di qualificazione, ottenendo il passaggio al turno successivo vincendo tutti i tre incontri del torneo disputati nei Paesi Bassi. Ai sedicesimi di finale hanno poi incontrato le campionesse di Germania del Bayern Monaco, le quali dopo aver annullato il vantaggio delle olandesi all'andata terminando l'incontro 1-1, hanno concluso sul pareggio, per 2-2, anche il ritorno, sancendo il passaggio del turno del Twente, prima volta di una squadra olandese agli ottavi di finale, grazie alla regola dei gol fuori casa. Al turno successivo le olandesi incontrano le spagnole del Barcellona che le eliminano dal torneo superandole di misura (1-0) in entrambi gli incontri. In questa occasione il tecnico Arjan Veurink impiega Jansen in tutte le sette partite disputate dalla squadra olandese.
Negli anni successivi l'attaccante condivide con le compagne i risultati del Twente, che dopo aver lasciato il titolo all'Ajax per due campionati piazzandosi al 2º posto dietro il club di Amsterdam, ritorna Campione dei Paesi Bassi nelle stagioni 2018-2019, 2020-2021 e 2021-2022. Questi risultati consentono al Twente, con Tommy Stroot che rileva Veurink sulla panchina dall'estate 2017 a sua volta sostituito da Robert de Pauw dopo la partenza di Stroot al Wolfsburg, di accedere alla Champions League femminile alle edizioni 2016-2017, 2019-2020, 2020-2021 e 2021-2022. Il cambio del tecnico non influisce sulla fiducia in Jansen, che viene impiegata con regolarità in campionato, in Coppa dei Paesi Bassi e in Champions League.

### Nazionale
Jansen inizia a essere convocata dalla Federcalcio olandese nel 2005, indossando in quell'anno sia la maglia della formazione under 15 che quella della under 17, disputando solamente partite in amichevole.
Nel 2007 avviene il suo passaggio di categoria, lasciando la under 17 per la under 19.
Ha esordito con la nazionale maggiore il 1º aprile 2010, chiamata dall'allora commissario tecnico Vera Pauw in occasione delle qualificazioni al Mondiale di Germania 2011, rilevando Kirsten van de Ven all'82' nella vittoria per 1-0 con la Slovacchia. Tra il giugno e l'agosto di quello stesso anno disputa altre due amichevoli, entrambe vinte per 2-0 con Belgio e Irlanda, con queste che rimarranno per lungo tempo le ultime presenze con la formazione senior delle oranje.
Ha preso parte ai ritiri con la nazionale e ha giocato in amichevole fino al 2017, quando è stata inclusa dal ct Sarina Wiegman nella rosa per l'Algarve Cup 2017, impiegandola in tre dei quattro incontri disputati dalla sua nazionale, saltando solo la finale per il 5º posto, vinta 3-2 sul Giappone, e siglando in quell'occasione la rete della vittoria per 1-0 con la Cina nel primo incontro della fase a gironi.

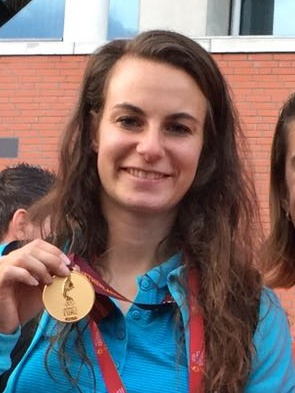
Jansen mostra la medaglia conquistata all'Europeo dei Paesi Bassi 2017.

La sua grande occasione in un torneo importante è arrivata poco dopo, quando è stata selezionata per la fase finale del campionato d'Europa 2017, svoltosi nei Paesi Bassi e dove condivide con le compagne il percorso che vede la sua nazionale conquistare per la prima volta il titolo di Campione d'Europa. In questa occasione Wiegman la impiega in quattro delle sei partite giocate dalle oranje, tutte entrando dalla panchina, giocando qualche minuto sia ai quarti, 2-0 con la Svezia, nella vittoria per 3-0 con l'Inghilterra in semifinale e quella della finale del 6 agosto vinta 4-2 sulla Danimarca.
In seguito il ct olandese le concede sempre maggior fiducia, chiamandola oltre che in una serie di amichevoli anche per le edizioni 2018 e 2019 dell'Algarve Cup, aggiungendo nel palmarès il primo dei due pur se condiviso con la Svezia per l'impossibilità di disputare la finale per le avverse condizioni meteorologiche. Inoltre tra il 2017 e il 2018 matura 9 presenze durante le fasi di qualificazione al Mondiale di Francia 2019 dove i Paesi Bassi, concluso il gruppo 3 della zona UEFA al 2º posto dietro la Norvegia, riescono ad ottenere l'ultimo degli accessi alla fase finale superando la Svizzera nella doppia sfida conclusiva ai play-off e dove Jansen è presente in entrambi gli incontri.

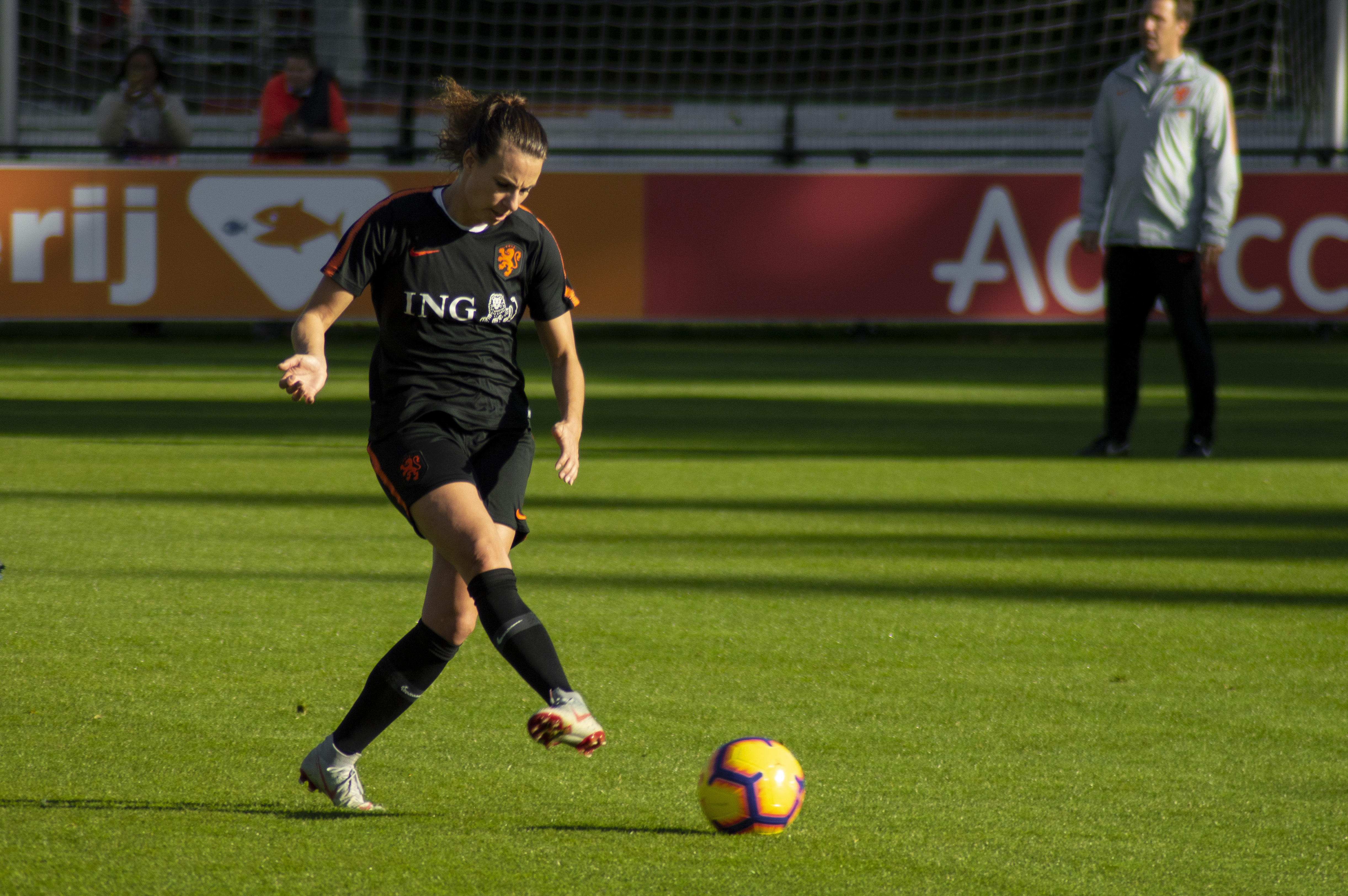
Jansen durante una sessione di allenamento con la nazionale maggiore nel novembre 2018.

Nel 2019 viene inserita nella rosa delle 23 convocate per disputare il Mondiale di Francia, dove Wiegman la impiega però in una sola occasione, rilevando Daniëlle van de Donk nella vittoria per 2-1 con il Canada a qualche minuto dalla fine del terzo incontro del gruppo E della fase a gironi. Il cammino delle Oranje le vede chiudere al primo posto il gruppo E, poi superare in sequenza il Giappone per 2-1 agli ottavi di finale, l'Italia per 2-0 ai quarti, la Svezia di misura in semifinale concludendosi poi con la sconfitta per 2-0 nella finale svoltasi a Lione contro gli Stati Uniti.
Alle Olimpiadi di Tokyo 2020, posticipate all'estate del 2021 a causa della pandemia di COVID-19, scende in campo in due dei quattro incontri disputati dai Paesi Bassi, partendo dalla panchina nelle nette vittorie su Zambia (10-3) e Cina (8-2) nella fase a gironi. Condivide poi con le compagne le sorti della sua nazionale ai quarti di finale, dove ritrova gli Stati Uniti e pur riuscendo ad annullare il vantaggio delle avversarie, chiudendo i tempi regolamentari e poi i supplementari sul 2-2, viene poi eliminata ai tiri di rigore.
Con l'arrivo di Mark Parsons sulla panchina olandese non vengono meno le convocazioni in occasione delle qualificazioni all'Europeo di Inghilterra 2022, con Jansen che seppur fatica ancora a ottenere un posto da titolare marca 5 presenze nel gruppo A della fase a gironi e dove la sua nazionale ottiene l'accesso alla fase finale a punteggio pieno, dieci vittorie su dieci incontri. Nel maggio 2022 le conferma la fiducia inserendola nella lista delle 23 giocatrici convocate per il campionato europeo in programma dal 6 al 31 luglio 2022.

## Palmarès

### Club
- Campionato olandese: 6

ADO Den Haag: 2011-2012
Twente: 2015-2016, 2018-2019, 2020-2021, 2021-2022, 2023-2024
- Coppa dei Paesi Bassi: 3

ADO Den Haag: 2011-2012, 2012-2013
Twente: 2022-2023
- Supercoppa dei Paesi Bassi: 3

Twente:  2022, 2023, 2024

### Nazionale
- Campionato d'Europa: 1

2017
- Algarve Cup: 1

2018 (condiviso con la Svezia)